# Art of Life
Art of Life là album phòng thu thứ tư của ban nhạc heavy metal Nhật Bản X Japan, ra mắt ngày 25 tháng 8 năm 1993 thông qua Atlantic Records. Album bao gồm ca khúc chủ đề có sự kết hợp dàn nhạc duy nhất dài 29 phút, đã được viết và sáng tác hoàn toàn bằng tiếng Anh bởi Yoshiki, và thu âm cùng Dàn nhạc giao hưởng Hoàng gia. Album này đứng đầu bảng xếp hạng Oricon và đạt doanh số 600.000 bản sao khi ra mắt. Art of Life cũng là album đầu tiên sau khi ban nhạc đổi tên từ tên gọi "X" đơn giản hơn và là album đầu tiên có sự góp mặt của bassist Heath.

## Tổng quan
Với sự ra mắt thành công của hai album phòng thu, Blue Blood năm 1989 và Jealousy năm 1991, X Japan đã thành công vang dội với hình tượng ban nhạc metal/rock tại Nhật Bản, và đã tổ chức nhiều buổi diễn tại địa điểm tổ chức sự kiện lớn nhất Nhật Bản, Tokyo Dome, hằng năm. Nhưng trong năm 1992, bassist Taiji rời nhóm và được thay thế bởi Heath.
Cũng vào năm 1992, Yoshiki mua một khu phức hợp phòng thu ở North Hollywood, California, Hoa Kỳ. Được biết đến với tên gọi One on One Recording Studios, phòng thu này sẽ được đổi tên thành Extasy Recording Studios và trở thành nơi thu âm cho hầu hết tất cả các dự án của anh. Để chuẩn bị cho sự ra mắt của Art of Life, X Japan chia tay với Sony và ký một hợp đồng với Atlantic Records, và giống như album trước đó, nó không hoàn toàn chỉ được thu âm ở Nhật Bản hoặc Los Angeles, mà ở nhiều nơi khác nhau, những nơi có thể kể đến là One on One Recording Studios ở Hoa Kỳ và Abbey Road Studios ở London (chỉ thu âm phần dàn nhạc). Các phần hầu như chỉ có dàn nhạc giao hưởng (được thu âm với Dàn nhạc giao hưởng Hoàng gia Royal Philharmonic Orchestra) bao gồm một số đoạn có sự góp mặt của nhiều nhạc cụ và tốc độ đa dạng, bao gồm nhiều chương, với dàn nhạc không có hợp xướng, một số phần biểu diễn độc tấu guitar hài hoà, và tám phút độc tấu piano. Năm 2011, Yoshiki cho biết anh viết bài hát trong khoảng hai tuần và thực hiện công việc thu âm ghi âm trong khoảng hai năm. Khi nói về chủ đề của ca từ, anh chia sẻ rằng chủ đề được lấy từ cuộc sống của bản thân mình, đặc biệt là từ việc anh từng muốn tự tử khi sau khi cha mình qua đời.
Bài hát được tiết lộ lần đầu tại một buổi biểu diễn ở Nippon Budokan vào ngày 30 tháng 7 năm 1992. Art of Life được ra mắt vào ngày 25 tháng 8 năm 1993. Trong tuần đầu tháng 9 năm 1993, album đạt thứ hạng số một của Oricon, với doanh thu 337.490 bản. Vào cuối năm, album đã bán được 513.000 bản và là album bán chạy thứ 28 của năm. Tuy nhiên, X Japan chỉ có hai buổi diễn vào năm đó, khi mỗi thành viên bắt đầu sự nghiệp độc lập. Những buổi biểu diễn này được tổ chức ở Tokyo Dome ngày 30 và 31 tháng 12 mang tên X Japan Returns, đánh dấu sự khởi đầu cho những buổi biểu diễn truyền thống vào đêm giao thừa, cho đến thời điểm X Japan tuyên bố tan rã. Tới năm 2013, Art of Life đã bán hết hơn 600.000 bản.
Trong năm 1998, một album thu trực tiếp chỉ bao gồm phần biểu diễn của "Art of Life", kết hợp của hai buổi diễn trên, mang tên Art of Life Live được phát hành thông qua Polydor Records, album này đạt thứ hạng 20 trong bảng xếp hạng. Hai buổi biểu diễn trên được phát hành toàn bộ trong bộ DVD năm 2008 dưới tên gọi X Japan Returns 1993.12.30 và X Japan Returns 1993.12.31, phần còn lại được phát hành chính thức vào năm 2003 trên định dạng VHS và cả DVD với tên Art of Life 1993.12.31 Tokyo Dome.

## Đón nhận
Nick Butler của Sputnikmusic cho Art of Life điểm số hoàn hảo 5/5 điểm và gọi nó là ""Stairway to Heaven" của Nhật Bản - một bài hát đa tầng nghĩa với một danh tiếng gần với sự huyễn tưởng, đã kết tinh mọi thứ tạo nên sự tuyệt vời cho ban nhạc." Cảm thấy rằng việc so sánh với A Change of Seasons - tác phẩm dài 23 phút ra mắt năm 1995 của Dream Theater, một tác phẩm có sự tương đồng về chủ đề - là điều không thể tránh khỏi, ông khẳng định "Art of Life" "xúc động hơn, đa dạng, mãnh liệt, ấn tượng và mang tính sử thi hoành tráng hơn" và rằng các thành viên của X tỏ ra kỹ thuật hơn trong việc sử dụng nhạc cụ của mình. Ông kết thúc bài nhận xét bằng việc ca ngợi ca khúc như "một cách chắc chắn, đây là bài hát hay nhất mà tôi từng nghe."

## Biểu diễn
Ban đầu, "Art of Life" chỉ được biểu diễn trực tiếp một vài lần. Lần biểu diễn đầu tiên diễn ra vào ngày 30 tháng 7 năm 1992 ở Nippon Budokan và thêm hai lần nữa ở các buổi biểu diễn ngày 30 và 31 tháng 12 năm 1993 ở Tokyo Dome. Tuy nhiên, kể từ khi tái hợp vào năm 2007, X Japan đã trình diễn bài hát này, hay nhiều phần của nó, một cách thường xuyên hơn, lần đầu tiên là ở buổi biểu diễn tái hợp ngày 28 tháng 3 năm 2008 ở Tokyo Dome. Trong lần biểu diễn bài hát này, một giao thức ba chiều của nghệ sĩ quá cố hide (được tạo ra bằng những hình ảnh từ một buổi biểu diễn năm 1993) biểu diễn song song với ban nhạc, dù bài hát bị cắt ngắn khi Yoshiki sụp đổ giữa chừng, ngay trước phần biểu diễn piano solo. Phần còn lại của bản nhạc được biểu diễn tại cùng địa điểm hai ngày sau đó. Bài hát được biểu diễn một lần nữa tại Tokyo Dome vào ngày 3 tháng 5 năm 2009, bắt đầu từ phần thứ hai, và ở AsiaWorld-Expo ở Hồng Kông vào ngày 16 (phần đầu tiên) và 17 (phần thứ hai) tháng 1 năm 2009. Phần thứ hai đã được chơi như bản nhạc cuối cùng ở tất cả các buổi biểu diễn của X từ năm 2010.

## Các cá nhân
X Japan
- Ca sĩ: Toshi
- Guitar: Pata
- Guitar: hide
- Bass: Heath
- Trống, piano, synthesizer: Yoshiki

Nghệ sĩ bổ sung
- Dàn nhạc: Dàn nhạc giao hưởng Hoàng gia
- Nhạc trưởng, biên khúc cho nhạc cụ dây, dàn nhạc: Dick Marx

Sản xuất
- Sản xuất: Yoshiki
- Đồng sản xuất: Naoshi Tsuda, X[14]
- Kỹ sư thu âm và mixing: Richard Breen
- Biên khúc cho nhạc cụ dây, dàn nhạc: Shelly Berg
- Lập trình MIDI: Kazuhiko Inada